# Ten, co slaví každý den
Ten, co slaví každý den je český celovečerní dokumentární film režiséra Martina Vrbického z roku 2024 o extrémním bikerovi Michalu Marošim.
Režisér filmu Martin Vrbický využil příběh hlavního protagonisty k vykreslení osudu celé generace lidí, která v době bezprostředně po pádu železné opony propadla v Česku kouzlu svobody a zasvětila svůj život extrémním sportům.

## Synopse
Dokumentární film sleduje vývoj horských kol v Česku pohledem Michala Marošiho. Na pozadí nevšedního příběhu člověka, který se svým přístupem vymyká tradičnímu chápání pojmu sportovec, nabízí film vhled do svérázné komunity tzv. extrémních sportů, která díky prudké změně politické a společenské situace na počátku devadesátých letech zažila v zemích bývalého východního bloku strmý růst.

## Účinkující
Před kamerou se kromě ústředního protagonisty Michala Marošiho, jeho rodinných příslušníků a nejbližších přátel, vystřídaly legendy extrémních sportů jako jsou čeští MTB jezdci Tomáš Slavík, Michal Prokop, Richard Gasperotti, snowboardisté Eva Adamczyková a David Horváth nebo Kanaďané Richie Schley a Brett Tippie.